# Selišči
Selišči – wieś w Słowenii, w gminie Sveti Jurij ob Ščavnici. 1 stycznia 2018 liczyła 101 mieszkańców.